# Matthew Saad Muhammad
Matthew Saad Muhammad est un boxeur américain né le 16 juin 1954 à Philadelphie, Pennsylvanie, et mort dans cette ville le 25 mai 2014.

## Carrière
Champion d'Amérique du Nord NABF des mi-lourds en 1977 et 1978, il devient champion du monde WBC de cette catégorie le 22 avril 1979 en battant par arrêt de l'arbitre à la 8e reprise Marvin Johnson.
Il conserve 8 fois sa ceinture (notamment deux fois contre John Conteh et une fois contre Yaqui Lopez) avant d'être détrôné par Dwight Muhammad Qawi le 19 décembre 1981. Le combat revanche organisé l'année suivante sera également remporté par Qawi.

## Mort
En juillet 2010, Saad Muhammad était sans abri et vivait dans un refuge à Philadelphie. Plus tard, il bénéficie d'un programme de charité dans la région de Philadelphie, axé sur la collecte de fonds pour les sans-abri. Il est ensuite diagnostiqué avec une sclérose latérale amyotrophique. Il meurt dans un hôpital de Philadelphie le 25 mai 2014.

## Distinctions
- Saad Muhammad - Yaqui Lopez est élu combat de l'année en 1980.
- Matthew Saad Muhammad est membre de l'International Boxing Hall of Fame depuis 1998.